# Episodi di Stargate Atlantis (prima stagione)
La prima stagione della serie televisiva Stargate Atlantis, composta da 20 episodi, è andata in onda negli Stati Uniti dal 16 luglio 2004 al 25 marzo 2005 sul canale Syfy.
In Italia è stata trasmessa da Fox dal 5 marzo 2005 al 16 luglio 2005.
| nº | Titolo originale     | Titolo italiano          | Prima TV USA      | Prima TV Italia |
| -- | -------------------- | ------------------------ | ----------------- | --------------- |
| 1  | Rising (Part 1)      | Nascita (Parte 1)        | 16 luglio 2004    | 5 marzo 2005    |
| 2  | Rising (Part 2)      | Nascita (Parte 2)        | 16 luglio 2004    | 12 marzo 2005   |
| 3  | Hide and Seek        | La massa oscura          | 23 luglio 2004    | 19 marzo 2005   |
| 4  | Thirty-eight Minutes | 38 minuti                | 30 luglio 2004    | 26 marzo 2005   |
| 5  | Suspicion            | Il medaglione            | 6 agosto 2004     | 2 aprile 2005   |
| 6  | Childhood's End      | Il pianeta dei ragazzi   | 13 agosto 2004    | 9 aprile 2005   |
| 7  | Poisoning the Well   | Un veleno contro il bene | 20 agosto 2004    | 16 aprile 2005  |
| 8  | Underground          | Il bunker                | 27 agosto 2004    | 23 aprile 2005  |
| 9  | Home                 | Casa                     | 10 settembre 2004 | 30 aprile 2005  |
| 10 | The Storm (1)        | L'uragano (1)            | 17 settembre 2004 | 7 maggio 2005   |
| 11 | The Eye (2)          | L'occhio (2)             | 21 gennaio 2005   | 14 maggio 2005  |
| 12 | The Defiant One      | Lo spavaldo              | 28 gennaio 2005   | 21 maggio 2005  |
| 13 | Hot Zone             | Quarantena               | 4 febbraio 2005   | 28 maggio 2005  |
| 14 | Sanctuary            | Asilo                    | 11 febbraio 2005  | 4 giugno 2005   |
| 15 | Before I Sleep       | Prima del lungo sonno    | 18 febbraio 2005  | 11 giugno 2005  |
| 16 | The Brotherhood      | La confraternita         | 25 febbraio 2005  | 18 giugno 2005  |
| 17 | Letters from Pegasus | Lettere da Atlantide     | 4 marzo 2005      | 25 giugno 2005  |
| 18 | The Gift             | Il dono                  | 11 marzo 2005     | 2 luglio 2005   |
| 19 | The Siege (Part 1)   | L'assedio (Parte 1)      | 18 marzo 2005     | 9 luglio 2005   |
| 20 | The Siege (Part 2)   | L'assedio (Parte 2)      | 25 marzo 2005     | 16 luglio 2005  |

## Nascita (Parte 1)
- Titolo originale: Rising (Part 1)
- Diretto da: Martin Wood
- Scritto da: Robert C. Cooper e Brad Wright

### Trama
Dopo aver rinunciato alla sua posizione al Comando Stargate, la Dr. Elizabeth Weir ha lavorato in Antartide, raccogliendo membri per una spedizione per raggiungere la città perduta di Atlantide. Non appena Dr. jackson trova l'indirizzo ad 8 simboli, inizia una nuova avventura in una nuova galassia. Quando raggiungono Atlantide trovano un'enorme città abbandonata in fondo al mare. Lo ZPM che alimentava lo scudo da più di 10000 anni comincia a esaurirsi. Dunque la squadra dovrà andare sul pianeta di Athos, dove incontrerà Teyla, per cercare una nuova fonte di energia.

## Nascita (Parte 2)
- Titolo originale: Rising (Part 2)
- Diretto da: Martin Wood
- Scritto da: Robert C. Cooper e Brad Wright

### Trama
Dopo il ritorno di Sheppard con dei profughi da Athos, la città di Atlantis si stacca dal fondo marino e raggiunge la superficie poco prima che lo scudo si disattivi. Ora, per salvare la gente rapita dai Wraith, Sheppard deve convincere Weir a fare a modo suo.

## La massa oscura
- Titolo originale: Hide and Seek
- Diretto da: David Warry-Smith
- Scritto da: Robert C. Cooper e Brad Wright

### Trama
Desideroso di sperimentare nuove tecnologie, il Dott. McKay si presenta dal Dr. Beckett come volontario per essere il primo paziente per la terapia genica ATA (Attivazione di Tecnologia degli Antichi). Può così testare un dispositivo antico in grado di creare uno scudo personale. Questo si rivela una sfortuna per McKay che non è più in grado di spegnere il dispositivo, che non gli permette di nutrirsi.
Contemporaneamente scoprono un'ombra che si aggira nella base. Si tratta di una forma di vita attratta dalle fonti di energia, tra cui generatori al naquadah ed esseri viventi, dalle quali trae nutrimento.
McKay trova il dispositivo dov'era intrappolata l'entità, liberata accidentalmente da un Athosiano. Gli Antichi avevano catturato quella forma di vita a base di energia per studiarla al fine di accelerare il processo evolutivo che li avrebbe poi portati all'Ascensione. 
Dopo aver tentato di catturarla la squadra tenta di lasciare aperto lo Stargate sperando che l'entità stessa, attratta da un generatore al naquadah posizionato vicino allo Stargate come esca, se ne vada. Il piano non funziona ma McKay, indossando lo scudo, riesce a penetrare nella massa oscura per raggiungere il generatore al naquadah e lanciarlo oltre l'orizzonte degli eventi, l'entità abbandona per sempre Atlantide.

## 38 minuti
- Titolo originale: Thirty-Eight Minutes
- Diretto da: Mario Azzopardi
- Scritto da: Brad Wright

### Trama
Passando attraverso lo Stargate, il Jumper One con a bordo la squadra si blocca a metà. Solo la parte anteriore è smaterializzata. Se la squadra non risolverà il problema entro l'intervallo dei normali 38 minuti di attivazione dello Stargate, sarà destinata a soffocare nello spazio.
Per rendere più complicate le cose ci si mettono le condizioni mediche di Sheppard attaccato al collo da un insetto Iratus, parassita che si nutre dell'energia dell'ospite e dal quale si evolsero i Wraith.

## Il medaglione
- Titolo originale: Suspicion
- Diretto da: Mario Azzopardi
- Scritto da: Paul Mullie e Joseph Mallozzi

### Trama
Troppo spesso durante le missioni delle squadre terrestri, esse subiscono attacchi dai Wraith. Si inizia a sospettare che ci sia un traditore nelle file degli Athosiani. C'è un po' di attrito fra le due razze e gli Athosiani decidono di andare sul continente che nel frattempo è stato scoperto sul pianeta dove è situata Atlantis. Vengono frugati gli oggetti personali di Teyla e fra essi c'è appunto il medaglione che dà il titolo all'episodio; analisi di McKay sul medaglione permettono di scoprire che è quell'oggetto a trasmettere ai Wraith la posizione delle squadre terrestri. Grazie a questa scoperta viene tesa una trappola ai Wraith, e grazie anche a un'arma sottratta a un Wraith, ne viene catturato uno. Teyla rimane con i terrestri ma fa anche da tramite con il suo popolo sul continente.

## Il pianeta dei ragazzi
- Titolo originale: Childhood's End
- Diretto da: David Winning
- Scritto da: Martin Gero

### Trama
La squadra visita il pianeta M7G-677, un mondo primitivo dove vivono solamente bambini e ragazzi fino ai 24 anni. In seguito essi si suicidano al compimento del venticinquesimo anno, credendo che ciò mantenga lontani i Wraith. In realtà a proteggerli è uno scudo degli Antichi alimentato da uno ZPM. Quando viene tolto quest'ultimo lo scudo viene disattivato e si attiva un segnalatore Wraith che li richiama sul pianeta.

## Un veleno contro il bene
- Titolo originale: Poisoning the Well
- Diretto da: David Winning
- Scritto da: Damian Kindler

### Trama
L'SA-1 visita il pianeta Hoff dove il dottor Beckett aiuta gli Hoffan a creare un vaccino contro i Wraith in modo che questi ultimi non riescano più a nutrirsi degli umani curati in tale modo. Ma il vaccino supera ogni aspettativa. Un umano viene vaccinato e offrendosi come volontario entra in cella insieme ad un Wraith affamato (lo stesso tenuto prigioniero ad Atlantide). Non solo l'alieno non riesce a nutrirsi di lui ma poco dopo muore avvelenato proprio dall'effetto del vaccino. A quel punto avviene una vaccinazione di massa che però, poche ore dopo, provoca la morte del 50% di chi lo assume. Nonostante la squadra avverta gli Hoffan del pericolo che corrono ad essere dimezzati dal vaccino e del futuro pericolo di un attacco Wraith (che vedrebbero gli Hoffan come dei pericolosi nemici), la popolazione vota comunque a favore della vaccinazione di massa.

## Il bunker
- Titolo originale: Underground
- Diretto da: Brad Turner
- Scritto da: Peter DeLuise

### Trama
Alla ricerca di provviste per la spedizione su Atlantide, Teyla guida la squadra sul pianeta dei Genii. Inizialmente sembrano innocui contadini, ma Sheppard e McKay scoprono un bunker segreto che rivela loro la vera natura dei Genii. Nelle viscere del loro mondo infatti si nasconde una popolazione allevata per essere soldati, con armi ed equipaggiamento inferiori solo a quelli di Atlantide. Ciò che gli manca per essere una superpotenza nella galassia di Pegasus sono detonatori di armi nucleari con i quali attaccare direttamente le navi alveare. A questo scopo rapiscono l'intera squadra e gli impongono un'azione contro una nave alveare allo scopo di reperire informazioni sulle flotte Wraith.

## Casa
- Titolo originale: Home
- Diretto da: Holly Dale
- Scritto da: Joseph Mallozzi e Paul Mullie

### Trama
La squadra trova il pianeta M5S-224 dove lo Stargate permette loro di tornare sulla Terra. Al loro ritorno scoprono che sulla terra è stata costruita la Prometheus, la prima nave spaziale terrestre, munita di motori hyperdrive Asgard che permetterà di viaggiare fino ad Atlantide. Quando durante il viaggio il motore esplode i membri della squadra cominciano a porsi domande sulla loro situazione scoprendo che non tutto è come sembra.

## L'uragano (1)
- Titolo originale: The Storm (Part 1)
- Diretto da: Martin Wood
- Scritto da: Jill Blotevogel e Martin Gero

### Trama
Teyla e Sheppard scoprono un'enorme tempesta sul pianeta, in grado di distruggere la città. I Genii si offrono di ospitare i membri della città ma McKay e Zelenka decidono di restare per salvare la città, potenziando gli scudi. Proprio in questa fase cruciale gli stessi Genii invadono la città.

## L'occhio (2)
- Titolo originale: The Eye (Part 2)
- Diretto da: Martin Wood
- Scritto da: Martin Gero

### Trama
Sheppard e la sua squadra tentano di riconquistare la città, in mano ai Genii che hanno in ostaggio McKay e Weir, prima che la furia della tempesta distrugga tutto.

## Lo spavaldo
- Titolo originale: The Defiant One
- Diretto da: Peter DeLuise
- Scritto da: Peter DeLuise

### Trama
Sheppard e McKay guidano due gruppi di scienziati su una stazione orbitante scovata dai sensori della città. Lì scoprono che la stazione ha trovato un segnale di soccorso Wraith su un pianeta vicino. Giunti sul pianeta la squadra trova una nave Wraith e il suo ospite.

## Quarantena
- Titolo originale: Hot Zone
- Diretto da: Mario Azzopardi
- Scritto da: Martin Gero

### Trama
Mentre ispezionano una zona precedentemente allagata della città per riparare eventuali danni, un gruppo di scienziati libera un nanovirus che provoca allucinazioni e poi morte. Quando un terzo della città è stata contagiata verrà stabilito un protocollo d'isolamento e toccherà a Sheppard scoprire le cause e trovare una soluzione.

## Asilo
- Titolo originale: Sanctuary
- Diretto da: James Head
- Scritto da: Alan Brennert

### Trama
Cercando nuovi mondi, la squadra cade in un'imboscata dei Wraith i quali vengono distrutti da una misteriosa arma posta sulla superficie del pianeta. Lì trovano un mondo primitivo chiamato Proculus che data l'esistenza dell'arma vogliono trasformare in un luogo dove si possono rifugiare coloro che fuggono dai Wraith. Gli abitanti del posto però temono che la loro dea sia contraria.

## Prima del lungo sonno
- Titolo originale: Before I Sleep
- Diretto da: Andy Mikita
- Scritto da: Carl Binder

### Trama
Esplorando la città si scopre una vecchia unità di stasi, contenente un'anziana donna inizialmente creduta un Antico. Rianimata, la donna affermerà di essere la Dr. Elizabeth Weir e avrà da raccontare una storia vecchia 10 000 anni.

## La confraternita
- Titolo originale: The Brotherhood
- Diretto da: Martin Wood
- Scritto da: Martin Gero

### Trama
Alla ricerca di un ZPM, la squadra giunge sul pianeta Dagan, un antico avamposto Lantiano (gli Antichi). Sul pianeta però rincontreranno nuovamente i Genii e non sarà l'unico problema a cui dovranno pensare.

## Lettere da Atlantide
- Titolo originale: Letters from Pegasus
- Diretto da: Mario Azzopardi
- Scritto da: Carl Binder

### Trama
Di fronte all'ormai vicino attacco Wraith alla città, gli Atlantidei inviano un ultimo disperato messaggio di aiuto verso la Terra (con gli ultimi messaggi personali dei membri della spedizione ai propri cari), mentre Sheppard e Teyla cercano informazioni riguardanti la flotta Wraith in arrivo.

## Il dono
- Titolo originale: The Gift
- Diretto da: Peter DeLuise
- Scritto da: Robert C. Cooper e Martin Gero

### Trama
Terrorizzata dagli incubi, Teyla decide di cercare dentro di sé l'origine del suo male. Scoprirà di avere il dono di potersi collegare telepaticamente con i Wraith. Il dottor Beckett a conferma di ciò troverà tracce di DNA wraith nel suo DNA, affermando che probabilmente derivano dagli esperimenti genetici che i Wraith fecero ai suoi antenati a causa del fatto che erano in grado per natura di resistere all'"attacco" di un Wraith.

## L'assedio (Parte 1)
- Titolo originale: The Siege (Part 1)
- Diretto da: Martin Wood
- Scritto da: Martin Gero

### Trama
Le tre navi alveare Wraith si avvicinano sempre più ad Atlantide per accedere allo Stargate della città e raggiungere la Terra. I componenti della missione quindi si impegnano a fronteggiare l'emergenza: le squadre sono alla ricerca di un nuovo Sito Alpha per rifugiarcisi in caso la città venga presa dal nemico mentre il reparto scientifico, guidato da Rodney McKay e Radek Zelenka cercano di riattivare un antico satellite Lantiano, forse unica arma in grado di fronteggiare la flotta nemica. Inoltre, essendo Teyla capace di mettersi in contatto telepatico con altri Wraith, il Capo della Sicurezza della città crede che la bella Athosiana possa involontariamente essere controllata dai Wraith e inoltre possa fornire a questi ultimi informazioni importanti su Atlantide; ipotesi che diventa molto probabile quando il Capo della Sicurezza viene ritrovato sanguinante e pieno di lividi e subito Teyla viene posta ad un arresto preventivo. Mentre la ricerca del nuovo Sito Alpha procede non bene, una squadra di scienziati guidati da McKay arriva con un Jumper al satellite e riesce a metterlo in funzione; si scopre anche che non è stata Teyla responsabile del pestaggio del Capo della Sicurezza, ma un altro Wraith infiltrato nella città che viene catturato. Teyla prova a mettersi in contatto con la mente del Wraith, ma ne diventa succube e Sheppard lo uccide. Intanto il satellite distrugge una nave alveare nemica, ma va subito in avaria e viene distrutto dalle rimanenti due navi che si dirigono di nuovo verso Atlantide, che adesso non ha più difese.

## L'assedio (Parte 2)
- Titolo originale: The Siege (Part 2)
- Diretto da: Martin Wood
- Scritto da: Joseph Mallozzi e Paul Mullie

### Trama
Senza difese e con poche alternative, la dottoressa Weir fa procedere all'evacuazione della città, ormai quasi a termine e aziona l'autodistruzione. Per evitare che i Wraith possono trovare l'ubicazione della Terra nei resti del database dopo l'autodistruzione, ordina che venga messo un virus nel sistema del database. Inaspettatamente però, giunge un wormhole in entrata e dallo stargate escono le truppe del Comando Stargate guidate dal Colonnello Everett che prende il comando, ordina che l'autodistruzione venga disattivata, che l'evacuazione venga annullata e installa armi supplementari nella città per resistere all'assedio ormai prossimo; gli ordini dati ad Everett sono chiari: difendere la città di Atlantide ad ogni costo. Inoltre sta arrivando dalla Via Lattea il nuovo incrociatore da battaglia terrestre: la Daedalus, con a bordo uno ZPM che servirà ad aumentare lo scudo della città; la Daedalus impiegherà quattro giorni per arrivare e fino ad allora bisognerà respingere gli attacchi dei Wraith. Dopo aver neutralizzato una prima ondata di Dardi, si scopre che alcuni Wraith si sono teletrasportati nella città perciò il personale civile e militare (Athosiani compresi) inizia a battere la città in cerca degli intrusi (i quali vogliono disattivare i generatori naquadah della città) mentre vengono contattati i Genii per chiedere loro delle armi nucleari da usare (le bombe portate dall'SGC sono state distrutte in anticipo da asteroidi). Questi accettano di vedere una sola persona e la Weir si offre volontaria. Prevedibilmente questi tengono inizialmente la Weir in ostaggio in cambio di C-4 per i detonatori, ma alla fine collaborano e inviano alcune testate (incomplete però, verranno preparate e caricate entro un giorno). Nel frattempo arriva un'altra ondata di Dardi Wraith molto più grossa della prima, Sheppard perciò decide di salire su un Jumper caricato con una testata dei Genii e avvicinarsi occultato alle navi alveare.